# لونا الحسن
لونا حسن، ممثلة سورية.

## عن حياتها
ولدت في سوريا (حلب)، ثم انتقلت إلى الإمارات العربية المتحدة حيث استقرت مع زوجها المنتج خالد القداح هناك، ودرست القانون وتخرجت في كلية الحقوق بجامعة دمشق، ولكنها فضلت التمثيل على المحاماة، فالتحقت بالمعهد العالي للفنون المسرحية، وقد شاركت لونا في العديد من الدراما الخليجية واليمنية والأردنية بجانب السورية، من أعمالها: (أشواك ناعمة، غزلان في غابة الذئاب، ليلة ورجال، الانتقام، أهل المدينة، محمود درويش، الطريق الوعر).

## من أعمالها

### المسلسلات
- دنيا (شخصية كوافيرة الفنانات في حلقة رقم 12).
- مرايا
- وادي السايح
- بلقيس ملكة سبأ
- صراع المال
- أسير الإنتقام
- أعيدوا صباحي
- غزلان في غابة الذئاب
- الطريق الوعر
- أشواك ناعمة
- نساجة ماري

## روابط خارجية
- لونا الحسن على موقع قاعدة بيانات الأفلام العربية